# Tullūru
Tullūru är en ort i Indien.   Den ligger i distriktet Guntūr och delstaten Andhra Pradesh, i den södra delen av landet, 1 400 km söder om huvudstaden New Delhi. Tullūru ligger 47 meter över havet och antalet invånare är 7 794.
Terrängen runt Tullūru är platt. Runt Tullūru är det tätbefolkat, med 397 invånare per kvadratkilometer. Närmaste större samhälle är Tādikonda, 11,4 km sydost om Tullūru. Trakten runt Tullūru består till största delen av jordbruksmark.